# Leucania putrida
Leucania putrida là một loài bướm đêm trong họ Noctuidae.